# NGC 7239
NGC 7239 је елиптична галаксија у сазвежђу Водолија која се налази на NGC листи објеката дубоког неба.
Деклинација објекта је - 5° 3' 10" а ректасцензија 22h 15m 1,3s. Привидна величина (магнитуда) објекта NGC 7239 износи 14,8 а фотографска магнитуда 15,8. NGC 7239 је још познат и под ознакама NPM1G -05.0643, PGC 68388.